# Robert Bemborough
Robert Bemborough (... – 1351) fu un cavaliere medievale che guidò la fazione monfortista durante il Combattimento dei Trenta, una battaglia organizzata tra trenta cavalieri di entrambe le parti durante la Guerra di successione bretone, una lotta per il controllo del ducato tra la Casa di Montfort e la Casa di Blois, nel quale Bemborough venne ucciso in battaglia.

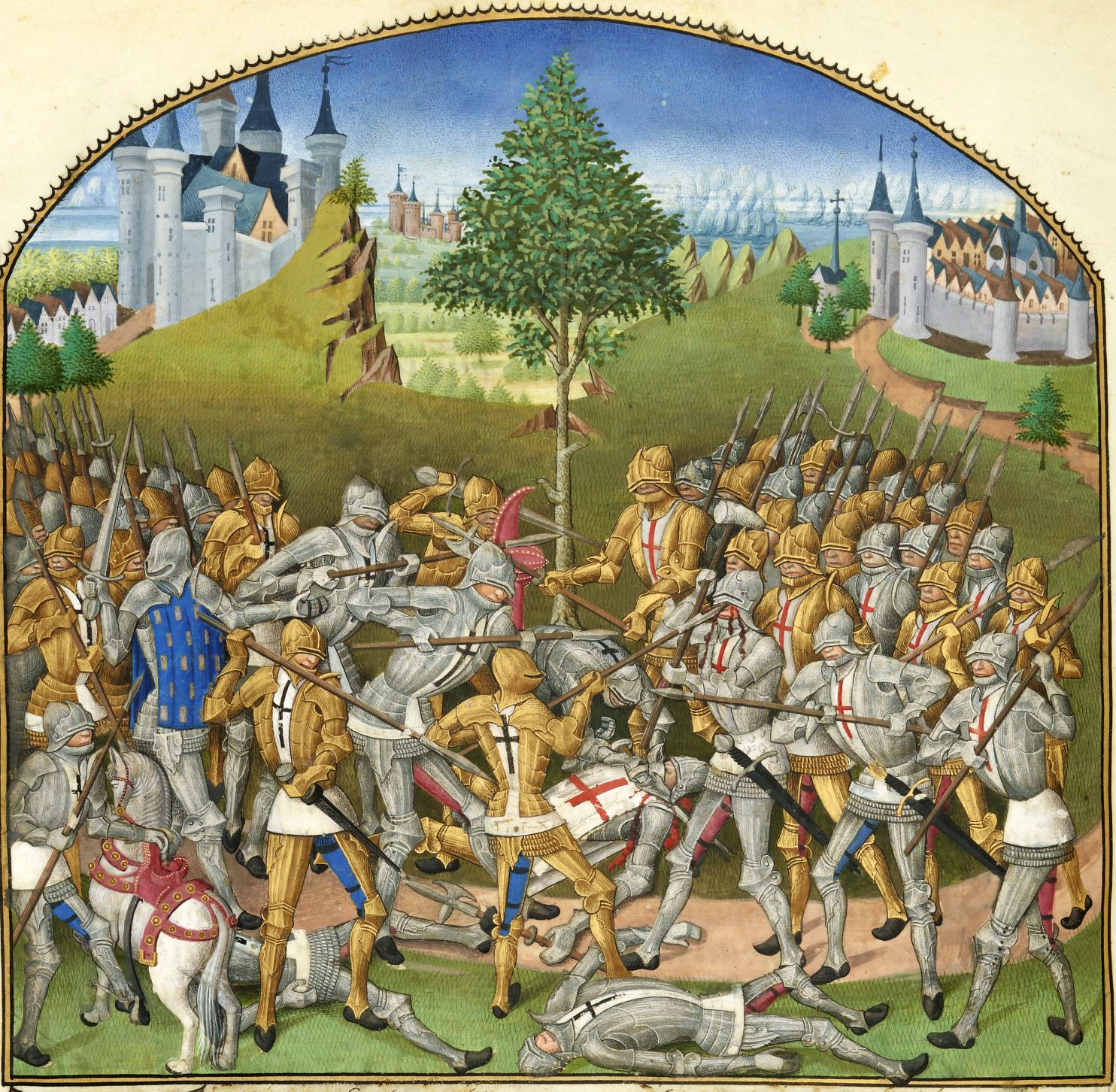
Combat des Trente: un manoscritto miniato Compillation des cronicques et ystoires des Bretons (1480), di Pierre Le Baud. Le due roccaforti di Ploërmel e Josselin sono fantasiosamente raffigurate l'una vicina all'altra.

La battaglia fu molto rinomata e Bemborough fu successivamente raffigurato dai cronisti come un modello di cavalleria.

## Biografia
Bemborough guidò la fazione monfortista che controllava Ploërmel. I monfortisti erano supportati prevalentemente da cavalieri inglesi. Egli fu sfidato a singolar tenzone da Jean de Beaumanoir, il capitano di Josselin, la roccaforte più vicina controllata dalla fazione di Blois sostenuta dalla Francia. Secondo il cronista Jean Froissart, questo duello puramente personale tra i due capi divenne una lotta più grande quando Bemborough suggerì un combattimento tra venti o trenta cavalieri per parte, una proposta che fu accolta entusiasticamente da de Beaumanoir. Si accordarono per un combattimento organizzato in un campo segnato da una quercia a metà strada tra le due fortezze. Si suppone che Bemborough abbia detto:
Proviamo a fare un'impresa della quale la gente parlerà in futuro nelle sale, nei palazzi, nei luoghi pubblici e in altre parti del mondo.
Le parole sono state riportate da Froissart: "ma potrebbero non essere autentiche". Johan Huizinga disse, "ma potrebbero essere l'opinione di Froissart".

## Identità
Non è chiaro se Bemborough fosse inglese o tedesco. La sua identità è un mistero e il suo nome è scritto in molte varianti. Viene dato come "Brandebourch" da Froissart, e appare anche come "Bembro" e "Brembo". Il suo nome viene talvolta indicato come Robert, ed altre Richard. I cronisti Jean Le Bel e Froissart dicono che fosse un cavaliere germanico, ma gli storici sono molto scettici. Lo scrittore del XIX secolo, William Harrison Ainsworth, prendendo spunto dalla versione del nome in lingua bretone, "Pennbrock", ha concluso che il suo vero nome era l'inglese "Pembroke". In bretone "Penn-brock" , suona come "testa di tasso", che divenne per lui un soprannome dispregiativo.
Anche Henry Raymond Brush sostenne che probabilmente era inglese. Il Dictionary of National Biography sostine che potrebbe essere stato Sir Richard Greenacre of Merley, e il nome con cui è noto potrebbe derivare da Bromborough nel Cheshire. Il nome Bembro appare nelle cronache della guerra associata ai cavalieri inglesi, suggerendo che una famiglia di tal nome poteva essere stata inviata in Bretagna. Brush sostiene anche che probabilmente era di Bromborough, poiché una famiglia con quel nome appare nei registri locali in quel periodo.

## Morte

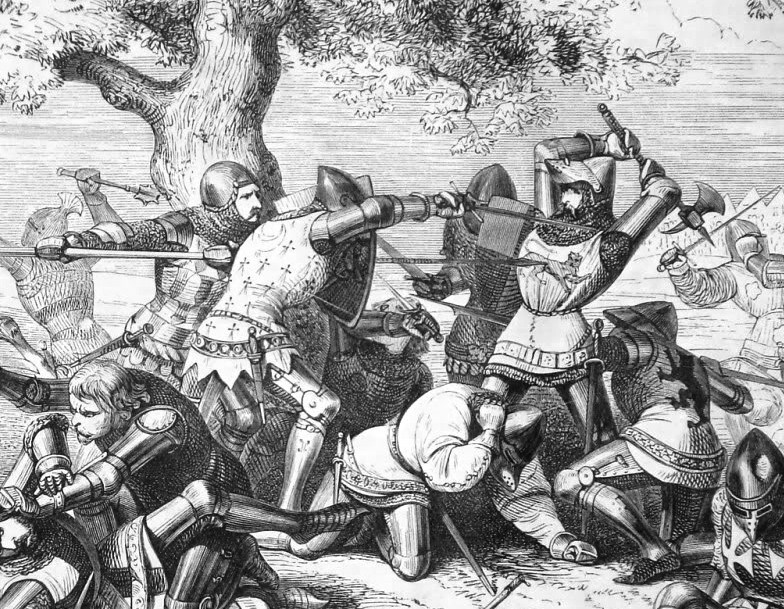
La morte di Bemborough. Illustrazione del XIX secolo

Bemborough fu ucciso in quella stessa battaglia.  Dopo diverse ore di combattimenti c'erano quattro morti sul lato francese e due su quello inglese. Entrambe le parti erano esauste e accettarono una pausa per il rinfresco e il bendaggio delle ferite. Dopo che la battaglia riprese, Bemborough fu ferito e poi ucciso. Il suo posto venne preso dal guerriero tedesco Croquart, ma la fazione anglo-bretone venne sconfitta.
Lo storico bretone del XIX secolo, Arthur de La Borderie, fornisce un resoconto molto drammatico della morte di Bemborough, derivata da precedenti narrazioni. In questa versione egli morì per mano di uno scudiero, Alain de Keranrais, e di un leale amico di Beaumanoir, Geoffroy du Bois, che difendevano Beaumanoir dall'arrogante "Bembro", che aveva appena promesso di catturarlo:
(Arthur de La Borderie)